# Kyanid nitrosylu
Kyanid nitrosylu je anorganická sloučenina se vzorcem NCNO; za běžných teplot a tlaků jde o modrozelený plyn.
Tato sloučenina se vytváří při oxidaci kyanamidu katalyzované enzymem glukózaoxidázou.

## Struktura, příprava a reakce
Molekula kyanidu nitrosylu je rovinná. Na vnitřním atomu dusíku je, podobně jako u chloridu nitrosylu, výrazně ohnutá; úhel C-N-O činí 113°. Velikost úhlu NCN je 170°.
Tuto sloučeninu lze získat reakcí chloridu nitrosylu s kyanidem stříbrným za nízké teploty. Obvykle se neizoluje, místo toho se provádí zachycení pomocí Dielsových-Alderových reakcí, například s buta-1,3-dienem. Na vazbě N=O mohou probíhat cykloadice. Kyanid nitrosylu také, vratně, vytváří adukt s 9,10-dimethylantracenem.